# Даяна Кролл
Даяна Кролл, OC (англ. Diana Jean Krall, нар. 16 листопада 1964, Нанаймо) — канадська джазова співачка і піаністка, відома своїм контральто, володарка трьох премій «Греммі» та восьми премій «Джуно», найпрестижнішої музичної нагороди Канади. У США продано понад 6 мільйонів її альбомів, 15 мільйонів — по всьому світу.

## Біографія
Народилась 16 листопада 1964 року в місті Нанаймо, Британська Колумбія, Канада. 
Її батько часто грав вдома на фортепіано, а мати співала у місцевому хорі. У чотири роки Даяна сама вперше сіла за піаніно, а у п'ятнадцять — грала джаз у місцевому ресторані. Далі вона поступила в Музичний коледж Берклі в Бостоні, провчилась там і вирушила до Лос-Анджелеса виконувати джаз. Потім повернулась до Канади для того, щоб записати дебютний альбом.
У 2002-му році померла мати Даяни від мієломної хвороби. Єдина сестра Кролл — Мішель — є колишньою учасницею Канадської королівської кінної поліції.
6 грудня 2003 року співачка одружилась із англійським музикантом Елвісом Костелло в маєтку Елтона Джона за Лондоном [Архівовано 9 листопада 2013 у Wayback Machine.](англ.). 6 грудня 2006 року у Нью-Йорку народила близнюків Декстера Генрі Лоркана і Френка Гарлана Джеймса  [Архівовано 1 січня 2022 у Wayback Machine.](англ.).

## Творчість
В 1993-му році Кролл випустила свій перший студійний альбом Stepping Out, який привернув увагу продюсера Томмі ЛіПума. Він допоміг записати наступний альбом співачки, Only Trust Your Heart.
Її третя платівка,  All for You: A Dedication to the Nat King Cole Trio (1996), була номінована на Греммі і 70 тижнів трималась у джазових чартах Billboard. Love Scenes також став успішною роботою для тріо Кролл, до якого входили Рассел Мелоун (гітара) і Крістіан МакБрайд (бас-гітара).
У серпні 2000 року Даяна вирушила разом із Тоні Беннеттом у тур по 20-ти містах. 
В 1999-му році вийшов у світ альбом When I Look In Your Eyes, особливістю якого стали оркестрові аранжування. Він отримав статус платинового та досяг топ-10 у рейтингу Billboard 200. 
У вересні 2001 співачка почала світове турне, і в цьому ж році випустила свій перший концертний запис, який відбувся в концертному залі Олімпія  в Парижі. В альбомі також є кавер-версії пісні Біллі Джоела «Just The Way You Are» і Джоні Мітчелла «A Case of You».
У фільмі Ведмежатник 2001-го року, в якому знімались Роберт Де Ніро і Марлон Брандо, прозвучала композиція Кролл “I’ll Make It Up As I Go. Ця пісня звучить і в титрах фільму.
Елвіс Костелло, після одруження з Даяною, виступив автором текстів кількох її пісень та створив кілька нових композицій, які увійшли до альбому The Girl In The Other Room 2004-го року.
Співачка разом з Реєм Чарльзом виконала пісню "You Don't Know Me", яка у 2004-му ввійшла до альбому Чарльза "Genius Loves Company".
У кінці травня 2007-го Даяна знялась у рекламі Лексусу [Архівовано 23 травня 2014 у Wayback Machine.].
31 березня 2009 року відбувся реліз Quiet Nights.
Крім того, співачка виступила продюсером альбому «Love Is The Answer» Барбари Стрейзанд , який теж вийшов у 2009-му. 
Як піаністка, аранжувальник та музичний керівник Даяна взяла участь у записі джазового альбому Пола Маккартні "Kisses on the Bottom" 2012 року, а також у концерті Маккартні «Live Kisses».
2 жовтня 2012 року випустила альбом Glad Rag Doll.

## Нагороди
У 2000 була нагороджена орденом Британської Колумбії.  Через три роки Даяна отримала почесний ступінь доктора філософії (образотворче мистецтво) в Університеті Вікторії [Архівовано 30 вересня 2011 у Wayback Machine.]. У 2004 році вона була введена на канадську Алею Слави. [Архівовано 3 листопада 2013 у Wayback Machine.]. У 2005 — стала офіцером Ордена Канади.

## Дискографія
Студійні альбоми:
- 1993: Stepping Out
- 1995: Only Trust Your Heart
- 1996: All for You: A Dedication to the Nat King Cole Trio
- 1997: Love Scenes
- 1999: When I Look In Your Eyes
- 2001: The Look of Love
- 2004: The Girl in the Other Room
- 2005: Christmas Songs
- 2006: From This Moment On
- 2009: Quiet Nights
- 2012: Glad Rag Doll
- 2015: Wallflower
- 2017: Turn Up the Quiet
- 2018: Love Is Here to Stay
- 2020: This Dream of You